# Alena Kopets
Alena Abramchuk née Kopets (née le 14 février 1988) est une athlète biélorusse, spécialiste du lancer du poids.

## Palmarès
| Date | Compétition                          | Lieu                  | Résultat | Marque  |
| ---- | ------------------------------------ | --------------------- | -------- | ------- |
| 2007 | Championnats d'Europe juniors        | Hengelo               | 2e       | 16,10 m |
| 2009 | Universiade                          | Belgrade              | 3e       | 17,48 m |
| 2009 | Championnats d'Europe espoirs        | Kaunas                | 3e       | 17,72 m |
| 2011 | Coupe d'Europe hivernale des lancers | Sofia                 | 1er      | 17,71 m |
| 2011 | Universiade                          | Shenzhen              | 5e       | 17,07 m |
| 2013 | Championnats d'Europe en salle       | Göteborg              | 3e       | 18,85 m |
| 2013 | Coupe d'Europe hivernale des lancers | Castellón de la Plana | 2e       | 18,18 m |
| 2014 | Coupe d'Europe hivernale des lancers | Leiria                | 2e       | 18,58 m |
| 2016 | Coupe d'Europe hivernale des lancers | Arad                  | 1er      | 17,21 m |
| 2016 | Jeux olympiques                      | Rio de Janeiro        | 11e      | 17,37 m |
| 2018 | Championnats d'Europe                | Berlin                | 12e      | 16,90 m |

## Records
| Épreuve         | Épreuve   | Marque  | Lieu  | Date            |
| --------------- | --------- | ------- | ----- | --------------- |
| Lancer du poids | Plein air | 19,24 m | Minsk | 7 juin 2013     |
| Lancer du poids | En salle  | 19,06 m | Minsk | 18 janvier 2013 |